# Microcyclops obscuratus
Microcyclops obscuratus – gatunek widłonoga z rodziny Cyclopidae. Nazwa naukowa tego gatunku skorupiaków została opublikowana w 1956 roku przez brytyjskiego biologa Geoffreya Fryera.